# 百川学海
『百川学海』（ひゃくせんがっかい）は、南宋の左圭（さ けい）によって編纂された漢籍叢書。全177巻で、100種の書物を集めている。印刷された叢書としてはもっとも早いもので、後世の叢書への影響が大きい。

## 概要
『百川学海』は咸淳9年（1273年）の左圭序があり、南宋末に刊行された叢書。漢籍の叢書としては『儒学警語』（1202年）より遅れるが、『儒学警語』は抄本（手書き）で、あまり利用できる人が多くなかったのに対し、『百川学海』は印刷されたために大きな影響を及ぼした。大蔵経や道蔵などの先行する特定分野の叢書も存在している。熹平石経も書籍ではないが、形式は叢書に相当する。
題名は揚雄『法言』学行篇の「百川は海に学びて海に至る」という言葉に由来し、百の書物をひとつの叢書にまとめていることを意味する。甲集から癸集までの10集に分かれており、主に唐宋の書物を合計100種類集めている（後漢の蔡邕『独断』のように、それ以外の時代の書物も少数含まれている）。
陸羽『茶経』、李涪『刊誤』、葉夢得『石林詩話』など、制度・詩文・書画・飲食・園芸などの分野にわたる諸書を収録する。
編者の左圭については、序文によって字を禹錫、号を古鄮山人といったことがわかるが、それ以上のことはわからない。

## テキスト
咸淳9年序の原刊本、明代の弘治辛酉（1501年）無錫華氏刊本、嘉靖莆田鄭氏本などがある。版によっては書物を追加して100種より多くなっていることもある。
弘治本の影印本（上海博古斎本）が1921年に、蔵書家の陶湘が咸淳本をもとに欠巻を弘治本で補った影印本（武進陶氏渉園刊本）が1927年に出版されている。

## 問題点
『百川学海』は原書をそのまま載せていない場合が多い。『直斎書録解題』などの同時代の目録に記すところと巻数が異なっていたり、ほかの本より著しく短くなっている場合がある。たとえば『百川学海』には張懐瓘『書断』を載せているが、張彦遠『法書要録』に載せるものと異なっている。
しかし、『茶経』のように『百川学海』本を利用せざるを得ない場合もある。

## 影響
明の呉永『続百川学海』、明の馮可賓『広百川学海』など、類似の名前を持つ叢書が作られた。『広百川学海』は『百川学海』とよく似た内容をもつが、より時代の新しい書物を含んでいる。しかし『四庫全書総目提要』によると『（続）説郛』から抜きだして題を変えただけだという。